# Знаки плюса и минуса

Знаки «плюс» и «минус» (+ и −) — математические символы, используемые для обозначения операций сложения и вычитания, а также положительных и отрицательных величин. Кроме того, они используются и для обозначения других понятий — например, в физике и химии знаками + и − обозначаются положительный и отрицательный заряд соответственно. Латинские термины plus и minus означают «более» и «менее» соответственно.

## История
Знаки, обозначавшие сложение и вычитание, были ещё у древних египтян. Египетский иероглифический символ, внешне похожий на пару ног, в одном направлении обозначал сложение, в другом направлении — вычитание
| D54 | или | D55 |

| D54 | или | D55 |

.
Французский математик XIV века Николай Орем в своих работах уже использовал знак плюс «+», но эта практика не получила распространения среди его современников. Труды европейских математиков начала XV века, как правило, используют латинские буквы «P» и «M» в качестве знаков «плюс» и «минус» соответственно. В трактате 1494 года Сумма арифметики итальянский математик Лука Пачоли вводит символы P с чертой — p̄ для più, то есть «плюс» и M с чертой — m̄ для meno, то есть «минус».
По-видимому, знаки плюса и минуса придумали представители немецкой математической школе «коссистов» (алгебраистов). Знак «+» является упрощением латинского «ЕТ» (сравнимо со знаком амперсанда «&»), знак «−» может быть получен из знака тильды, который пишется над буквой «m», используемой для обозначения вычитания, или из варианта стенографической записи самой буквы «m». Немецкий математик Иоганн Видман в своём трактате 1489 года использует символы «−» и «+», объясняя их как minus и mer (современный нем. Mehr — «больше»): «was − ist, das ist minus, und das + ist das mer».

Первое появление знаков «плюс» и «минус». Страница из книги Иоганна Видмана

Немецкий математик и теоретик музыки Генрих Грамматеус в своём трактате 1518 года также использует знаки «+» и «−» для обозначения сложения и вычитания.
Английский математик Роберт Рекорд, который ввёл в научный оборот знак равенства, также ввёл в англоязычную традицию знаки плюс и минус в 1557 году в своём труде The Whetstone of Witte: «имеется два часто используемых знака, первый из которых пишется „+“ и означает „прибавить“; другой пишется „−“ и означает „вычесть“».

## Знак плюс
Знак плюс (+) является бинарным оператором, который указывает на операцию сложения, например, 31 + 5 = 36. Также может выступать унарным оператором, который оставляет свой операнд без изменений («+х» означает то же самое, что и «х»). Знак плюса может использоваться, когда необходимо подчеркнуть положительность числа в противоположность отрицательному (+5 против −5).
Знак плюс также может указывать на многие других операции. Многие алгебраические системы имеют операцию, которая называется или равнозначна сложению. Принято использовать знак плюса для коммутативных операций.
Кроме того, плюс может также означать:
- исключающее «ИЛИ» (обычно записывается ⊕): 1 + 1 = 0, 1 + 0 = 1
- логическое сложение (обычно записывается ∨): 1 + 1 = 1, 1 + 0 = 1.

## Знак минус
Знак минус (−) имеет три основных применения в математике:
1. Оператор вычитания: бинарный оператор, указывающий на операцию вычитания, например 36 − 5 = 31;
2. Как указатель отрицательных величин, например −5;
3. Унарный оператор, который действует в качестве инструкции для замены операнда на противоположное число. Например, если х = 3, то −x = −3;

аналогично, −(−2) равно 2.
В большинстве англоязычных стран именование отрицательных чисел происходит с использованием слова «минус» (например, «минус пять»), но в современном американском английском это число произносится как «отрицательное пять» и эта форма рекомендуется как правильная; слово «минус» в данном контексте обычно используют люди, родившиеся до 1950 года. Кроме того, некоторые учебники в США рекомендуют запись «−х» читать как «противоположность х» или «число, противоположное х», чтобы избежать впечатления, что −x непременно является отрицательным.
В языке программирования APL и некоторых графических калькуляторах (например, TI-81 и TI-82) для обозначения отрицательных чисел используется поднятый знак минус (например, 36 − 55 = −19), но такое использование является редкостью.
В математике и большинстве языков программирования, порядок действий устанавливает, что −52 = −25: унарный оператор (минус) имеет приоритет перед операциями умножения или деления. При этом в некоторых языках программирования и Microsoft Excel, в частности, унарные операторы имеют приоритет и в других случаях, например (−5)² = 25, но 0−5² = −25.

## Кодировка

Плюс, минус и дефис.

| Наименование        | Обозначение | Unicode | ASCII | В URL     | HTML                     |
| ------------------- | ----------- | ------- | ----- | --------- | ------------------------ |
| Плюс                | +           | U+002B  | &#43; | %2B       |                          |
| Минус               | −           | U+2212  |       | %E2%88%92 | &minus; &#x2212; &#8722; |
| Дефис-минус         | -           | U+002D  | &#45; | %2D       |                          |
| Дефис               | ‐           | U+2010  |       |           | &hyphen; &dash;          |
| Тире                | —           | U+2014  |       |           | &mdash;                  |
| Широкий плюс        | ＋          | U+FF0B  |       | %EF%BC%8B | &#xff0b; &#65291;        |
| Широкий дефис-минус | －          | U+FF0D  |       | %EF%BC%8D | &#xff0d; &#65293;        |